# Mariana Lungu
Mariana Lungu (n. 8 noiembrie 1952, Udești, România) este o interpretă de muzică populară românească din Moldova .

## Discografie
Discuri Electrecord
- 1978 - "Mariana Lungu"
- 1980 - "Tare-mi place ca să joc"
- 1983 - "Hora asta mi-i pe plac"
- 1985 - "I-auzi, mamă, banta-n sat"